# Patrik Dahbo
Patrik Carl Olof Dahbo, tidigare Karlsson, född 27 december 1979, är en svensk fotbollstränare och före detta fotbollsspelare (mittfältare).
Dahbo, då ännu under namnet Karlsson, kom fram i IFK Göteborgs juniorlag och fick en plats i A-truppen 1997. Han spelade emellertid bara tre vänskapsmatcher för klubben, och till säsongen 1999 lånades han ut till lokalkonkurrenten Gais i division I södra. Han var med och spelade upp Gais i Allsvenskan 2000, men fortsatte inte efter säsongen 1999 utan gick i stället till Qviding FIF. Till säsongen 2004 lämnade han Qviding för Lerums IS. Hösten 2011 gick han till Stenkullens GoIK, där han spelade till och med säsongen 2012 innan han slutade med fotbollen.
Efter den aktiva karriären har Dahbo varit verksam som tränare.
Dahbo är far till fotbollsspelaren Pontus Dahbo.